# Noaptea mea cu Maud
Noaptea mea cu Maud (titlul original: în franceză Ma nuit chez Maud) este un film francez de comedie dramatică, realizat în 1969 de regizorul Éric Rohmer, protagoniști fiind actorii Jean-Louis Trintignant, Françoise Fabian, Marie-Christine Barrault și Antoine Vitez. 
Filmul este a treia parte a seriei „Șase povestiri morale” al regizorului.
Bogat în dialoguri, filmul tratează punctele de vedere opuse ale unui inginer catolic și ale unei femei liberale, pe teme de religie și iubire. Temele religioase se referă la scrierile lui Blaise Pascal și sunt inspirate după o conversație dintre Brice Parain și dominicanul Dominique Dubarle, înregistrată de Rohmer în 1965 pentru televiziunea școlară franceză.

## Rezumat
Jean Louis este un inginer de 33 de ani care, după ce a lucrat vreo zece ani în America, se întoarce în Franța, la Clermont-Ferrand, unde își găsește un loc de muncă la Michelin. Într-o zi înainte de Crăciun, la liturghie, o vede pe Françoise, o studentă de 22 de ani, și se îndrăgostește de ea. O urmărește cu mașina în timp ce ea pleacă cu bicicleta, dar la un ambuteiaj, o pierde din vedere. 
Într-o seară la un bar, îl întâlnește pe un vechi coleg de școală, Vidal, profesor de filozofie, care îl invită în locuința unei prietene, Maud, o pediatră divorțată. Cei trei iau cina, vorbesc despre Pascal și catolicism. Cei doi îl critică pe Jean-Louis pentru conservatorismul său, mai ales în ceea ce privește dragostea.
Vidal se grăbește căci vrea să plece în concediu. Maud văzînd că între timp a început să ningă, îi cere lui Jean Louis, știind că locuiește departe și călătoria sa cu mașina pe drumul înghețat este riscantă, să rămână așadar peste noapte la ea. Cei doi continuând să discute în mod confidențial, ea îi povestește despre divorțul ei: soțul ei iubea o studentă iar ea a avut un iubit, care a murit într-un accident de mașină într-o zi de iarnă cu lunecuș. Jean Louis este nedecis între atracția pe care o simte față de Maud, conștientizarea disponibilității ei și scrupulele sale morale. A doua zi de dimineață ieșind din casa lui Maud, o întâlnește întâmplător pe Françoise. Se cunosc și la insistențele lui, își dau întâlnire pentru ziua următoare la liturghie. Convins că este femeia vieții lui, el își declară intențiile sale iar Françoise mărturisește că a avut un amant căsătorit. Jean Louis îi declară dragostea pentru ea.
Cinci ani mai tarziu, Jean-Louis și Françoise sunt căsătoriți, au un fiu și se află în vacanță la mare în Bretania. Din întâmplare o întâlnesc pe Maud. Ea și Françoise se cunosc demult, bărbatul cu care fusese Françoise era fostul soț al lui Maud. Jean Louis nu comentează nimic și împreună cu soția își însoțesc fiul să facă baie.

## Distribuție
- Jean-Louis Trintignant – Jean-Louis, inginerul
- Françoise Fabian – Maud
- Marie-Christine Barrault – Françoise
- Antoine Vitez – Vidal
- Leonid Kogan – violonistul
- Guy Léger – predicatorul
- Anne Dubot – prietena blondă
- Marie Becker – Marie, fiica lui Maud
- Marie-Claude Rauzier – studentul

## Premii și nominalizări
Festivalul de Film de la Cannes 1969
- Nominalizare la Palme d'Or

Oscar
- 1970 Nominalizare pentru Cel mai bun film străin
- 1971 Nominalizare pentru Cel mai bun scenariu original lui Eric Rohmer

National Society of Film Critics Award
- 1970 Cea mai bună imagine pentru Néstor Almendros
- 1971 Cel mai bun scenariu lui Eric Rohmer

1970 New York Film Critics Circle Award
- Cel mai bun scenariu lui Eric Rohmer

1970 Association Française de la Critique de Cinéma
- Prix Méliès (Cel mai bun film)